# Čavoj
Čavoj (em húngaro: Csavajó) é um município da Eslováquia, situado no distrito de Prievidza, na região de Trenčín. Tem 15,25 km² de área e sua população em 2018 foi estimada em 485 habitantes.

## Demografia
| Ano:        | 1994 | 2004    | 2014    | 2024   |
| ----------- | ---- | ------- | ------- | ------ |
| Broj ljudi: | 696  | 577     | 506     | 497    |
| Razlika:    |      | -17,09% | -12,30% | -1,77% |

| Ano:               | 2023 | 2024   |
| ------------------ | ---- | ------ |
| Número de pessoas: | 502  | 497    |
| Diferença:         |      | -0,99% |